# Trochobryum
Trochobryum là một chi rêu trong họ Seligeriaceae.